# Rémi Vogel
Rémi Vogel (Strasburgo, 26 novembre 1960 – 17 ottobre 2016) è stato un calciatore francese, di ruolo centrocampista.

## Carriera
Vogel crebbe nello Strasburgo, squadra in cui esordì nella stagione 1978-79, alla fine della quale vinse il campionato. Esordì come titolare a partire dalla stagione 1980-81, rimanendo allo Strasburgo fino al 1987, anno in cui fu acquistato dal Monaco. Al suo primo anno tra le file dei monegaschi, Vogel vinse il campionato e fu convocato in nazionale in occasione di un match delle qualificazioni europee contro l'Unione Sovietica. Vogel si ritirò dal calcio giocato nel 1990.

## Statistiche

### Presenze e reti nei club
| Stagione          | Squadra           | Campionato        | Campionato | Campionato | Totale | Totale |
| Stagione          | Squadra           | Comp              | Pres       | Reti       | Pres   | Reti   |
| ----------------- | ----------------- | ----------------- | ---------- | ---------- | ------ | ------ |
| 1977-1978         | Strasburgo        | D1                | 0          | 0          | 0      | 0      |
| 1978-1979         | Strasburgo        | D1                | 5          | 0          | 5      | 0      |
| 1979-1980         | Strasburgo        | D1                | 2          | 0          | 2      | 0      |
| 1980-1981         | Strasburgo        | D1                | 34         | 0          | 34     | 0      |
| 1981-1982         | Strasburgo        | D1                | 38         | 1          | 38     | 1      |
| 1982-1983         | Strasburgo        | D1                | 32         | 3          | 32     | 3      |
| 1983-1984         | Strasburgo        | D1                | 28         | 1          | 28     | 1      |
| 1984-1985         | Strasburgo        | D1                | 37         | 0          | 37     | 0      |
| 1985-1986         | Strasburgo        | D1                | 32         | 2          | 32     | 2      |
| 1986-1987         | Strasburgo        | D2                | 27         | 0          | 27     | 0      |
| Totale Strasburgo | Totale Strasburgo | Totale Strasburgo | 235        | 7          | 235    | 7      |
| 1987-1988         | Monaco            | D1                | 34         | 0          | 34     | 0      |
| 1988-1989         | Monaco            | D1                | 21         | 0          | 21     | 0      |
| 1989-1990         | Monaco            | D1                | 15         | 0          | 15     | 0      |
| Totale AS Monaco  | Totale AS Monaco  | Totale AS Monaco  | 70         | 0          | 70     | 0      |
| Totale carriera   | Totale carriera   | Totale carriera   | 305        | 7          | 305    | 7      |

### Cronologia presenze e reti in nazionale
| Cronologia completa delle presenze e delle reti in nazionale ― Francia | Cronologia completa delle presenze e delle reti in nazionale ― Francia | Cronologia completa delle presenze e delle reti in nazionale ― Francia | Cronologia completa delle presenze e delle reti in nazionale ― Francia | Cronologia completa delle presenze e delle reti in nazionale ― Francia | Cronologia completa delle presenze e delle reti in nazionale ― Francia | Cronologia completa delle presenze e delle reti in nazionale ― Francia | Cronologia completa delle presenze e delle reti in nazionale ― Francia |
| Data                                                                   | Città                                                                  | In casa                                                                | Risultato                                                              | Ospiti                                                                 | Competizione                                                           | Reti                                                                   | Note                                                                   |
| ---------------------------------------------------------------------- | ---------------------------------------------------------------------- | ---------------------------------------------------------------------- | ---------------------------------------------------------------------- | ---------------------------------------------------------------------- | ---------------------------------------------------------------------- | ---------------------------------------------------------------------- | ---------------------------------------------------------------------- |
| 9-9-1987                                                               | Mosca                                                                  | Unione Sovietica                                                       | 1 – 1                                                                  | Francia                                                                | Qual. Euro 1988                                                        | -                                                                      |                                                                        |
| Totale                                                                 |                                                                        | Presenze                                                               | 1                                                                      |                                                                        | Reti                                                                   | 0                                                                      |                                                                        |

## Palmarès

### Club

#### Competizioni nazionali
- Campionato francese: 2

Strasburgo: 1978-1979
Monaco: 1987-1988